# Tringa (Mali)
Pour l'oiseau, voir Tringa.
Tringa est une commune rurale malienne du pays diombougou, de l'arrondissement de Maréna Tringa dans le cercle de Ségala, et la région de Kayes. Elle a pour chef-lieu la localité de Maréna Tringa et doit son nom au marigot Tringa, affluent du Kirgou.

## Géographie
La localité de Maréna Tringa est située sur la route nationale RN 1 (axe Kayes-Diangounté-Diéma) à 92 km à l'est du chef-lieu régional Kayes.
| Diafounou Gory | Toya, Guidimé | Soumpou |
| Marintoumania  | Tringa        | Sandaré |
| Marintoumania  | Diakon        |         |

## Villages
La commune s'étend sur 4 localités relevées lors du recensement général de 2009. 
Les villages les plus peuplés sont :
- Dialaka (3 697 habitants) ;
- Lambatara (3 561 habitants) ;
- Maréna (2 911 habitants)
- Diakoné (2 373 habitants).